# Death Breathing
Death Breathing – jedyny album studyjny solowego projektu niemieckiego muzyka Aleca Empire, wydany pod pseudonimem DJ 6666 feat. The Illegals w 1998 roku przez Digital Hardcore Recordings.

## Lista utworów[2]
| Nr  | Tytuł utworu                     | Długość |
| --- | -------------------------------- | ------- |
| 1.  | „Dead Nation”                    | 5:06    |
| 2.  | „She-Rape”                       | 5:10    |
| 3.  | „Steel Cum (Cause I'm Rough)”    | 7:33    |
| 4.  | „Welcome to the Shit Generation” | 4:03    |
| 5.  | „Acid's Not Enough”              | 4:08    |
| 6.  | „The Global Holocaust”           | 6:17    |
| 7.  | „Zion Battles / The Dope”        | 4:26    |
| 8.  | „6666 Girls”                     | 7:31    |
| 9.  | „Slow Drive”                     | 1:24    |
| 10. | „Death Breathing”                | 6:59    |
|     |                                  | 52:37   |